# Всесвітня служба погоди
Всесвітня служба погоди — світова система розроблена Всесвітньою метеорологічною організацією (ВМО). ЇЇ головне завдання — централізувати збір та обробку даних про стан погоди на всій земній кулі для покращення та полегшення роботи Національних гідрометеорологічних служб.
ВСП була створена в 1963 і об'єднує служби погоди країн членів ВМО. Світові центри Всесвітньої служби погоди знаходяться у Вашингтоні, Мельбурні та Москві, об'єднані вони каналами швидкодіючого зв'язку.
Всесвітня служба погоди у своїй діяльності використовує:
- за єдиною глобальною програмою систему спостережень за допомогою метеорологічних і аерологічних станцій і інших засобів проведення спостережень (метеорологічні супутники, трансозонди і ін.)[1]
- метеорологічні центри обробки даних спостережень, їх збереження у глобальному масштабі, здійснення прогнозування для надання наявної метеорологічної та екологічної інформації;
- глобальну службу зв'язку обміну даними спостережень і обробленої інформації в режимі часу, близькому до реального.[2]

Всесвітня служба погоди розробляє програми наукових досліджень, які використовуються для поліпшення прогнозів погоди і вивчення можливостей безпосередньої дії на погоду і клімат.
Розроблена ВМО схема передачі кожної країною своє метеорологічної інформації дозволяє всім країнам світу за 3-4 години зібрати інформацію про погоду всієї північної півкулі, а всієї земної кулі — за 7-8 годин.